# Мю Тельца
Мю Тельца (лат. μ Tauri) — одиночная звезда в экваториальном созвездии Тельца. Обладает бело-голубым цветом, слабо видна невооружённым глазом, имеет видимую звёздную величину 4,27. Звезда расположена на расстоянии около 490 световых лет от Солнца; оценка расстояния получена на основе данных о параллаксе, лучевая скорость составляет +16 км/с.
Звезду в рамках спектральной классификации относят к классу B3IV, то есть объект является субгигантом спектрального класса B. В прошлом считалось, что звезда обладает переменной лучевой скоростью, теперь же её считают постоянной. Возраст звезды оценивается в 252 миллиона лет, проекция скорости вращения составляет 89 км/с.  Масса объекта составляет около 6,7 масс Солнца, а светимость в 462 раза превышает светимость Солнца, эффективная температура фотосферы равна 16980 K. Наблюдается избыток инфракрасного излучения на длине волны 18 мкм, что может свидетельствовать о наличии слабого тёплого остаточного диска.